# Educatorium
Het Educatorium is een onderwijsgebouw van de Universiteit Utrecht, hoofdzakelijk ontworpen door Rem Koolhaas van het architectenbureau OMA.

## Bouw
In 1986 werd door OMA het stedenbouwkundige plan opgesteld voor de universiteitscampus van de Universiteit Utrecht op de Uithof. Hierin kreeg elk gebouw een andere architect toegewezen en mocht OMA het Educatorium ontwerpen. Het gebouw is bedoeld als algemene ontvangstruimte en verbinding tussen het Willem C. van Unnikgebouw en het Marinus Ruppertgebouw
Voor de bouw werd ABT als constructeur ingesteld - met Rob Nijsse als projectleider - en BAM als aannemer. De bouw begon in 1992, de oplevering was in 1995. Het duurde tot 1997 voordat het gebouw ook daadwerkelijk opende voor publiek.

## Omschrijving
De vorm van het gebouw bestaat in essentie uit een dubbelgevouwen betonplaat waardoor hellingbanen ontstaan. Waar de vouw van de plaat zich bevindt zijn de collegezalen, daaronder de kantine.
De functie van dit gebouw is vooral een algemeen verzamelgebouw voor de universiteit en herbergt twee collegezalen van 400 en 500 stoelen, alsmede drie tentamenzalen. De collegezalen hebben de namen 'Theatron' en 'Megaron' gekregen, allebei gebouwtypen uit de oudheid. De tentamenzalen hebben de namen 'Alfa', 'Bèta' en 'Gamma' gekregen, de eerste drie letters van het Griekse alfabet.
Het Educatorium bevat ook de grootste kantine van de universiteitscampus. Deze was de eerste universitaire kantine in Nederland die uitsluitend veganistische etenswaren aanbood
In het gebouw is kunst te vinden van Joep van Lieshout en Andreas Gursky.

## Galerij

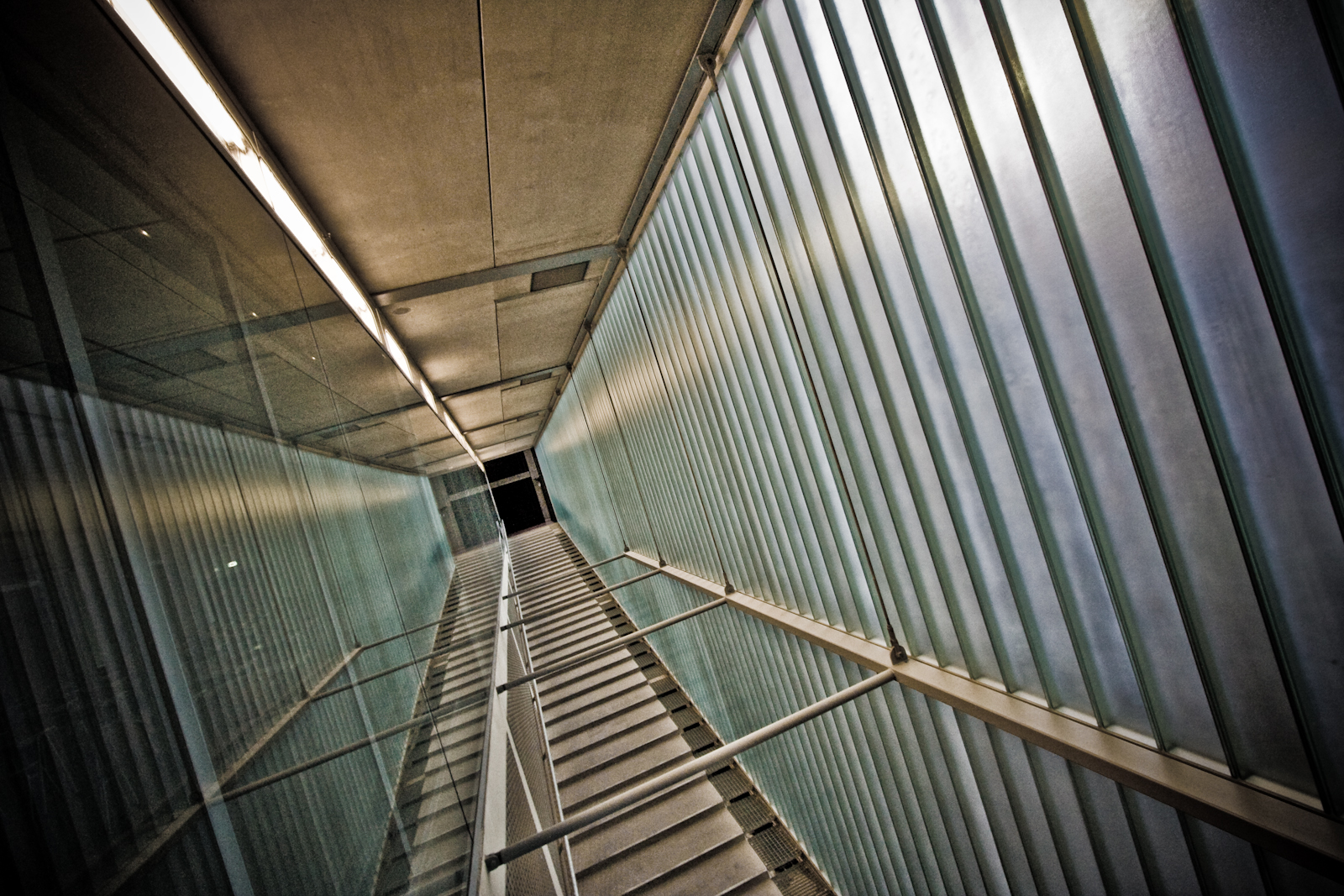
De hal
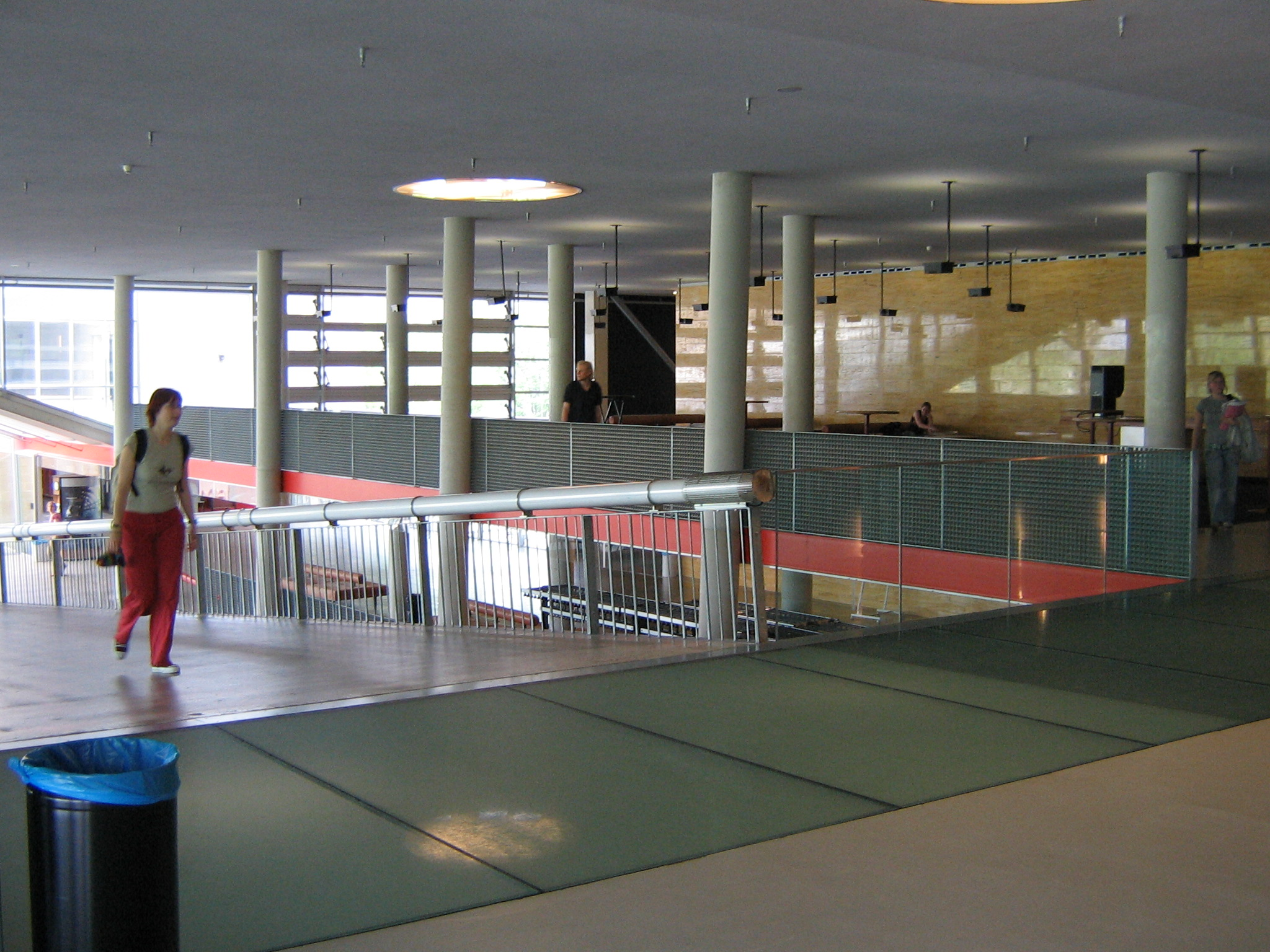
Interieur van het gebouw